# Cameron van der Burgh
Cameron van der Burgh (Pretoria, 25 de mayo de 1988) es un deportista sudafricano que compitió en natación, especialista en el estilo braza.
Participó en tres Juegos Olímpicos de Verano, obteniendo dos medallas, oro en Londres 2012 y plata en Río de Janeiro 2016, ambas en la prueba de 100 m braza, y el séptimo lugar en Pekín 2008, en 4 × 100 m estilos.
Ganó diez medallas en el Campeonato Mundial de Natación entre los años 2007 y 2017, y ocho medallas en el Campeonato Mundial de Natación en Piscina Corta entre los años 2008 y 2018.
Estableció nuevas plusmarcas mundiales en piscina larga: en los 50 m braza (26,62 s en 2015) y en los 100 m braza (58,46 s en 2012).
En 2014 fue condecorado con la Orden de Ikhamanga de Plata (OIS).

## Palmarés internacional
| Juegos Olímpicos                    | Juegos Olímpicos         | Juegos Olímpicos  | Juegos Olímpicos |
| Año                                 | Lugar                    | Medalla           | Prueba           |
| ----------------------------------- | ------------------------ | ----------------- | ---------------- |
| 2012                                | Londres (Reino Unido)    | Medalla de oro    | 100 m braza      |
| 2016                                | Río de Janeiro (Brasil)  | Medalla de plata  | 100 m braza      |
| Campeonato Mundial                  |                          |                   |                  |
| Año                                 | Lugar                    | Medalla           | Prueba           |
| 2007                                | Melbourne (Australia)    | Medalla de bronce | 50 m braza       |
| 2009                                | Roma (Italia)            | Medalla de oro    | 50 m braza       |
| 2009                                | Roma (Italia)            | Medalla de bronce | 100 m braza      |
| 2011                                | Shanghái (China)         | Medalla de bronce | 50 m braza       |
| 2011                                | Shanghái (China)         | Medalla de bronce | 100 m braza      |
| 2013                                | Barcelona (España)       | Medalla de oro    | 50 m braza       |
| 2013                                | Barcelona (España)       | Medalla de plata  | 100 m braza      |
| 2015                                | Kazán (Rusia)            | Medalla de plata  | 50 m braza       |
| 2015                                | Kazán (Rusia)            | Medalla de plata  | 100 m braza      |
| 2017                                | Budapest (Hungría)       | Medalla de bronce | 50 m braza       |
| Campeonato Mundial en Piscina Corta |                          |                   |                  |
| Año                                 | Lugar                    | Medalla           | Prueba           |
| 2008                                | Mánchester (Reino Unido) | Medalla de plata  | 100 m braza      |
| 2008                                | Mánchester (Reino Unido) | Medalla de bronce | 50 m braza       |
| 2010                                | Dubái (EAU)              | Medalla de oro    | 100 m braza      |
| 2010                                | Dubái (EAU)              | Medalla de plata  | 50 m braza       |
| 2014                                | Doha (Catar)             | Medalla de plata  | 50 m braza       |
| 2016                                | Windsor (Canadá)         | Medalla de oro    | 50 m braza       |
| 2018                                | Hangzhou (China)         | Medalla de oro    | 50 m braza       |
| 2018                                | Hangzhou (China)         | Medalla de oro    | 100 m braza      |